# Mauricia de Thiers
Anaïs Marie Bétant conocida como Mauricia de Thiers y luego Mauricia Coquiot, (Thiers (Puy-de-Dôme), 20 de junio de 1880 - Othis, 14 de septembre de 1964)fue una artista de circo y política francesa. Fue conocida como la mujer de la copa y la pelota y también por haber logrado el primer salto mortal en un automóvil de la historia en septiembre de 1904. Actuó en el cabaré Folies Bergère de París y recorrió el mundo con el circo de Barnum & Bailey.

## Trayectoria
Hija de comerciantes de Thiers, Marie Bétant se convirtió en artista de circo a partir de 1900 con el nombre artístico de Mauricia de Thiers.
Fue la protagonista del número del Autobólido, que se presentó por primera vez el 3 de septiembre de 1904, en el Folies Bergère, un invento del pintor zaragozano Mariano Alonso Pérez Villagrosa, que contaba con un coche que realizaba un recorrido de 14 metros y efectuaba un salto mortal en forma de parábola y que se publicitó como "el primer salto mortal en automóvil de la historia". Los derechos del invento fueron adquiridos por el circo de Barnum & Bailey para su explotación, empresa con la que actuó por muchos años más. En 1906, sufrió un accidente grave realizando este número en Lisboa.
También realizó otros números de riesgo con éxito, como el salto mortal a caballo que consistía en utilizar un sistema de gatillo para lanzar a la jinete y a su montura al espacio antes de hacerlas caer de nuevo en una piscina, o el llamado bilboquet humano, en el que montaba una gran esfera de mimbre que, tras ser lanzada alrededor de una elipse desde una altura de 8 metros, debía aterrizar en una estaca situada a unos metros.
En 1909 dejó el circo y empezó a actuar en teatros. En marzo de 1916 se casó con el crítico de arte Gustave Coquiot junto con quien conoció a los grandes artistas de la época (Dufy, Chagall, Picasso, Utrillo), sobre todo fue amiga de la pintora Suzanne Valadon, trapecista en su juventud y que fue la testigo de su boda. Tras la muerte de su marido en 1926, mantuvo durante varios años una relación con el escritor Adolphe d'Espie.
Durante estos años forjó sus convicciones humanistas y feministas, que la llevaron a comprometerse socialmente, escondiendo a judíos durante la Segunda Guerra Mundial y luego iniciando su etapa como política.
Domiciliada en Othis, asumió la alcaldía al día siguiente de la Liberación y permaneció en el puesto durante 19 años, desde 1945 hasta su muerte el 14 de septiembre de 1964.